# هوتن، استرالیای جنوبی
هوتن (به انگلیسی: Houghton) یک حومه شهر در استرالیا است که در استرالیای جنوبی واقع شده‌است.